# Козјан
Козјан је насељено мјесто у Лици, у општини Плитвичка Језера, Личко-сењска жупанија, Република Хрватска.

## Географија
Козјан је удаљен око 21 км југозападно од Коренице.

## Историја
Козјан се од распада Југославије до августа 1995. године налазио у Републици Српској Крајини. До територијалне реорганизације у Хрватској насеље се налазило у саставу бивше велике општине Кореница.

## Становништво
Према попису из 1991. године, насеље Козјан је имало 50 становника, међу којима је било 48 Срба и 2 Хрвата. Према попису становништва из 2001. године, Козјан је имао 3 становника. Према попису становништва из 2011. године, насеље Козјан није имало становника.
| Националност       | 1991. | 1981. | 1971. | 1961. |
| Срби               | 48    | 59    | 87    | 120   |
| Хрвати             | 2     | 3     | 15    | 15    |
| Југословени        |       | 4     |       |       |
| остали и непознато |       |       |       |       |
| Укупно             | 50    | 66    | 102   | 135   |

| Демографија | Демографија | Демографија |
| Година      | Становника  | Становника  |
| ----------- | ----------- | ----------- |
| 1961.       | 135         |             |
| 1971.       | 102         |             |
| 1981.       | 66          |             |
| 1991.       | 50          |             |
| 2001.       | 3           |             |
| 2011.       | 0           |             |